# 208P/McMillan
O cometa McMillan ou também conhecido como 208/P, é um cometa periódico com período orbital de 8,1 anos.
O cometa pertence a família de cometas de Júpiter.

## Descoberta
McMillan foi descoberto em 19 de Outubro de 2008, pelo astrônomo americano Robert S. McMillan. 